# Campeonato de Primera División B 1966 (Argentina)
El Campeonato de Primera División B 1966 fue el torneo que constituyó la trigésimo tercera temporada de la segunda división de Argentina en la era profesional de la rama de los clubes directamente afiliados a la AFA y la decimoctava edición de la Primera División B bajo esa denominación. Fue disputado entre el 5 de marzo y el 12 de diciembre por 24 equipos.
El nuevo participante fue, Almirante Brown equipo ascendido de la Primera División C (Campeón de 1.ª “C” 1965).
No hubo nuevos integrantes de la Primera División ya que los descensos estaban suspendidos.
Se consagró campeón, en la trigésimanovena fecha del torneo final, Unión, que obtuvo así su primer ascenso a Primera División en el Profesionalismo. El segundo ascenso, por un torneo reducido, Deportivo Español. Por otra parte, no hubo descensos a la Tercera categoría.

## Ascensos y descensos
| Descendidos de la Primera División B 1965 |
| ----------------------------------------- |
| No hubo                                   |

| Pos | Ascendidos a la Primera División B 1966 |
| --- | --------------------------------------- |
| 1.º | Almirante Brown                         |

| Pos | Ascendidos a Primera División 1966 |
| --- | ---------------------------------- |
| 1.º | Colón                              |
| 2.º | Quilmes                            |

| Descendidos de la Primera División 1965 |
| --------------------------------------- |
| No hubo                                 |

## Sistema de disputa
Los equipos jugaron bajo el sistema de todos contra todos a 2 ruedas. El mejor equipo se consagró campeón y obtuvo el ascenso.

### Reestructuración y Torneo Reducido
Al final de la temporada, la AFA, que había sido intervenida en agosto por el Poder Ejecutivo, determinó una reestructuración que afectó a la Primera División como a la Primera B. Ésta reestructuración también traería consigo la creación de 2 torneos paralelos a las categorías mencionadas: el Campeonato Nacional y el Torneo Regional.
Para la siguiente temporada, el número de participantes de la categoría superior iba a aumentar a 22 equipos y, para cumplir esto, se jugó un Torneo Reducido en la Primera B. La AFA eligió a los 10 participantes del mismo según sus desempeños y recaudación en las últimas temporadas.

## Equipos
| Equipo                 | Ciudad               |
| ---------------------- | -------------------- |
| All Boys               | Buenos Aires         |
| Almagro                | José Ingenieros      |
| Almirante Brown        | San Justo            |
| Argentino de Quilmes   | Quilmes              |
| Arsenal FC             | Sarandí              |
| Central Córdoba        | Rosario              |
| Defensores de Belgrano | Buenos Aires         |
| Deportivo Español      | Buenos Aires         |
| Deportivo Italiano     | Buenos Aires         |
| Deportivo Morón        | Morón                |
| El Porvenir            | Gerli                |
| Excursionistas         | Buenos Aires         |
| Los Andes              | Lomas de Zamora      |
| Nueva Chicago          | Buenos Aires         |
| San Telmo              | Dock Sud             |
| Sarmiento              | Junín                |
| Dock Sud               | Dock Sud             |
| Talleres               | Remedios de Escalada |
| Temperley              | Turdera              |
| Tigre                  | Victoria             |
| Unión                  | Santa Fe             |
| Villa Dálmine          | Campana              |

## Tabla de posiciones final
| Pos. | Equipo                 | Pts. | PJ | PG | PE | PP | GF | GC | Dif. |
| ---- | ---------------------- | ---- | -- | -- | -- | -- | -- | -- | ---- |
| 01.º | Unión                  | 58   | 42 | 24 | 10 | 8  | 64 | 30 | 34   |
| 02.º | Argentino de Quilmes   | 53   | 42 | 24 | 5  | 13 | 63 | 48 | 15   |
| 03.º | Deportivo Morón        | 51   | 42 | 18 | 15 | 9  | 60 | 39 | 21   |
| 04.º | All Boys               | 50   | 42 | 22 | 6  | 14 | 65 | 45 | 20   |
| 05.º | Deportivo Español      | 48   | 42 | 19 | 10 | 13 | 69 | 60 | 9    |
| 06.º | San Telmo              | 48   | 42 | 16 | 16 | 10 | 54 | 48 | 6    |
| 07.º | Defensores de Belgrano | 46   | 42 | 15 | 16 | 11 | 56 | 45 | 11   |
| 08.º | Nueva Chicago          | 45   | 42 | 17 | 11 | 14 | 60 | 50 | 10   |
| 09.º | Temperley              | 45   | 42 | 15 | 15 | 12 | 57 | 54 | 3    |
| 10.º | Los Andes              | 45   | 42 | 16 | 13 | 13 | 49 | 50 | −1   |
| 11.º | Almagro                | 44   | 42 | 18 | 8  | 16 | 67 | 58 | 9    |
| 12.º | Tigre                  | 43   | 42 | 17 | 9  | 16 | 56 | 55 | 1    |
| 13.º | Almirante Brown        | 41   | 42 | 14 | 13 | 15 | 42 | 51 | −9   |
| 14.º | Sarmiento              | 40   | 42 | 13 | 14 | 15 | 45 | 60 | −15  |
| 15.º | Dock Sud               | 38   | 42 | 12 | 14 | 16 | 51 | 58 | −7   |
| 16.º | Deportivo Italiano     | 37   | 42 | 13 | 11 | 18 | 55 | 60 | −5   |
| 17.º | Arsenal FC             | 37   | 42 | 11 | 15 | 16 | 35 | 52 | −17  |
| 18.º | Excursionistas         | 36   | 42 | 12 | 12 | 18 | 62 | 62 | 0    |
| 19.º | Central Córdoba        | 34   | 42 | 12 | 10 | 20 | 43 | 54 | −11  |
| 20.º | Villa Dálmine          | 32   | 42 | 11 | 10 | 21 | 45 | 66 | −21  |
| 21.º | El Porvenir            | 30   | 42 | 9  | 12 | 21 | 44 | 60 | −16  |
| 22.º | Talleres               | 23   | 42 | 7  | 9  | 26 | 36 | 73 | −37  |

|  | Campeón. Ascendió a la Primera División. |

|  |

## Resultados
Primera Rueda
| Fecha 1              | Fecha 1   | Fecha 1                | Fecha 1              | Fecha 1    | Fecha 1 |
| Local                | Resultado | Visitante              | Estadio              | Fecha      |         |
| -------------------- | --------- | ---------------------- | -------------------- | ---------- | ------- |
| Deportivo Morón      | 2 - 1     | Los Andes              | Deportivo Morón      | 5 de marzo |         |
| Sportivo Dock Sud    | 0 - 3     | All Boys               | Sportivo Dock Sud    | 5 de marzo |         |
| Excursionistas       | 0 - 1     | Tigre                  | Excursionistas       | 5 de marzo |         |
| Argentino de Quilmes | 4 - 3     | El Porvenir            | Argentino de Quilmes | 5 de marzo |         |
| Villa Dálmine        | 4 - 2     | Deportivo Español      | Villa Dálmine        | 5 de marzo |         |
| Central Córdoba (R)  | 1 - 2     | Unión                  | Central Córdoba (R)  | 5 de marzo |         |
| Deportivo Italiano   | 2 - 2     | Sarmiento              | Ferro Carril Oeste   | 5 de marzo |         |
| Nueva Chicago        | 0 - 2     | Defensores de Belgrano | Atlanta              | 5 de marzo |         |
| Almagro              | 1 - 1     | San Telmo              | Almagro              | 5 de marzo |         |
| Talleres (RdE)       | 2 - 0     | Arsenal                | Talleres (RdE)       | 5 de marzo |         |
| Temperley            | 2 - 0     | Almirante Brown        | Temperley            | 5 de marzo |         |

| Fecha 2                | Fecha 2   | Fecha 2              | Fecha 2                | Fecha 2     | Fecha 2 |
| Local                  | Resultado | Visitante            | Estadio                | Fecha       |         |
| ---------------------- | --------- | -------------------- | ---------------------- | ----------- | ------- |
| Temperley              | 1 - 3     | Deportivo Morón      | Temperley              | 12 de marzo |         |
| Almirante Brown        | 1 - 0     | Talleres (RdE)       | Deportivo Morón        | 12 de marzo |         |
| Arsenal                | 4 - 2     | Almagro              | Arsenal                | 12 de marzo |         |
| San Telmo              | 1 - 0     | Nueva Chicago        | San Telmo              | 12 de marzo |         |
| Defensores de Belgrano | 2 - 0     | Deportivo Italiano   | Defensores de Belgrano | 12 de marzo |         |
| Deportivo Español      | 1 - 0     | Excursionistas       | Atlanta                | 12 de marzo |         |
| Tigre                  | 1 - 1     | Sportivo Dock Sud    | Tigre                  | 12 de marzo |         |
| All Boys               | 3 - 0     | Argentino de Quilmes | All Boys               | 12 de marzo |         |
| El Porvenir            | 0 - 1     | Los Andes            | El Porvenir            | 12 de marzo |         |
| Sarmiento              | 2 - 1     | Central Córdoba (R)  | Sarmiento              | 13 de marzo |         |
| Unión                  | 2 - 0     | Villa Dálmine        | Unión                  | 13 de marzo |         |

| Fecha 3              | Fecha 3   | Fecha 3                | Fecha 3              | Fecha 3     | Fecha 3 |
| Local                | Resultado | Visitante              | Estadio              | Fecha       |         |
| -------------------- | --------- | ---------------------- | -------------------- | ----------- | ------- |
| Deportivo Morón      | 2 - 1     | El Porvenir            | Deportivo Morón      | 19 de marzo |         |
| Los Andes            | 2 - 1     | All Boys               | Los Andes            | 19 de marzo |         |
| Argentino de Quilmes | 1 - 0     | Tigre                  | Argentino de Quilmes | 19 de marzo |         |
| Sportivo Dock Sud    | 1 - 1     | Deportivo Español      | Sportivo Dock Sud    | 19 de marzo |         |
| Excursionistas       | 0 - 1     | Unión                  | Excursionistas       | 19 de marzo |         |
| Villa Dálmine        | 2 - 3     | Sarmiento              | Villa Dálmine        | 19 de marzo |         |
| Central Córdoba (R)  | 1 - 1     | Defensores de Belgrano | Central Córdoba (R)  | 19 de marzo |         |
| Deportivo Italiano   | 0 - 1     | San Telmo              | Ferro Carril Oeste   | 19 de marzo |         |
| Nueva Chicago        | 3 - 1     | Arsenal                | Nueva Chicago        | 19 de marzo |         |
| Almagro              | 3 - 0     | Almirante Brown        | Almagro              | 19 de marzo |         |
| Talleres (RdE)       | 0 - 1     | Temperley              | Talleres (RdE)       | 19 de marzo |         |

| Fecha 4                | Fecha 4   | Fecha 4              | Fecha 4                | Fecha 4     | Fecha 4 |
| Local                  | Resultado | Visitante            | Estadio                | Fecha       |         |
| ---------------------- | --------- | -------------------- | ---------------------- | ----------- | ------- |
| Talleres (RdE)         | 1 - 3     | Deportivo Morón      | Talleres (RdE)         | 26 de marzo |         |
| Temperley              | 3 - 1     | Almagro              | Temperley              | 26 de marzo |         |
| Almirante Brown        | 0 - 4     | Nueva Chicago        | Deportivo Morón        | 26 de marzo |         |
| Arsenal                | 0 - 1     | Deportivo Italiano   | Arsenal                | 26 de marzo |         |
| San Telmo              | 1 - 0     | Central Córdoba (R)  | San Telmo              | 26 de marzo |         |
| Defensores de Belgrano | 1 - 1     | Villa Dálmine        | Defensores de Belgrano | 26 de marzo |         |
| Deportivo Español      | 3 - 1     | Argentino de Quilmes | Atlanta                | 26 de marzo |         |
| Tigre                  | 3 - 0     | Los Andes            | Tigre                  | 26 de marzo |         |
| All Boys               | 4 - 2     | El Porvenir          | All Boys               | 26 de marzo |         |
| Sarmiento              | 2 - 1     | Excursionistas       | Sarmiento              | 27 de marzo |         |
| Unión                  | 0 - 0     | Sportivo Dock Sud    | Unión                  | 27 de marzo |         |

| Fecha 5              | Fecha 5   | Fecha 5                | Fecha 5              | Fecha 5    | Fecha 5 |
| Local                | Resultado | Visitante              | Estadio              | Fecha      |         |
| -------------------- | --------- | ---------------------- | -------------------- | ---------- | ------- |
| Deportivo Morón      | 1 - 2     | All Boys               | Deportivo Morón      | 2 de abril |         |
| El Porvenir          | 0 - 2     | Tigre                  | El Porvenir          | 2 de abril |         |
| Los Andes            | 4 - 0     | Deportivo Español      | Los Andes            | 2 de abril |         |
| Argentino de Quilmes | 2 - 1     | Unión                  | Argentino de Quilmes | 2 de abril |         |
| Sportivo Dock Sud    | 2 - 2     | Sarmiento              | Sportivo Dock Sud    | 2 de abril |         |
| Excursionistas       | 4 - 2     | Defensores de Belgrano | Excursionistas       | 2 de abril |         |
| Villa Dálmine        | 1 - 1     | San Telmo              | Villa Dálmine        | 2 de abril |         |
| Central Córdoba (R)  | 0 - 2     | Arsenal                | Central Córdoba (R)  | 2 de abril |         |
| Deportivo Italiano   | 2 - 1     | Almirante Brown        | Ferro Carril Oeste   | 2 de abril |         |
| Nueva Chicago        | 3 - 0     | Temperley              | Nueva Chicago        | 2 de abril |         |
| Almagro              | 2 - 1     | Talleres (RdE)         | Almagro              | 2 de abril |         |

| Fecha 6                | Fecha 6   | Fecha 6              | Fecha 6                | Fecha 6     | Fecha 6 |
| Local                  | Resultado | Visitante            | Estadio                | Fecha       |         |
| ---------------------- | --------- | -------------------- | ---------------------- | ----------- | ------- |
| Almagro                | 2 - 0     | Deportivo Morón      | Almagro                | 9 de abril  |         |
| Talleres (RdE)         | 1 - 1     | Nueva Chicago        | Talleres (RdE)         | 9 de abril  |         |
| Temperley              | 0 - 0     | Deportivo Italiano   | Temperley              | 9 de abril  |         |
| Almirante Brown        | 2 - 2     | Central Córdoba (R)  | Deportivo Morón        | 9 de abril  |         |
| Arsenal                | 2 - 0     | Villa Dálmine        | Arsenal                | 9 de abril  |         |
| San Telmo              | 1 - 2     | Excursionistas       | San Telmo              | 9 de abril  |         |
| Defensores de Belgrano | 3 - 1     | Sportivo Dock Sud    | Defensores de Belgrano | 9 de abril  |         |
| Deportivo Español      | 1 - 0     | El Porvenir          | Atlanta                | 9 de abril  |         |
| Tigre                  | 1 - 2     | All Boys             | Tigre                  | 9 de abril  |         |
| Sarmiento              | 0 - 1     | Argentino de Quilmes | Sarmiento              | 10 de abril |         |
| Unión                  | 1 - 0     | Los Andes            | Unión                  | 10 de abril |         |

| Fecha 7              | Fecha 7   | Fecha 7                | Fecha 7              | Fecha 7     | Fecha 7 |
| Local                | Resultado | Visitante              | Estadio              | Fecha       |         |
| -------------------- | --------- | ---------------------- | -------------------- | ----------- | ------- |
| Deportivo Morón      | 4 - 0     | Tigre                  | Deportivo Morón      | 23 de abril |         |
| All Boys             | 3 - 0     | Deportivo Español      | All Boys             | 23 de abril |         |
| El Porvenir          | 1 - 3     | Unión                  | El Porvenir          | 23 de abril |         |
| Los Andes            | 2 - 0     | Sarmiento              | Los Andes            | 23 de abril |         |
| Argentino de Quilmes | 0 - 1     | Defensores de Belgrano | Argentino de Quilmes | 23 de abril |         |
| Sportivo Dock Sud    | 0 - 0     | San Telmo              | Sportivo Dock Sud    | 23 de abril |         |
| Excursionistas       | 0 - 1     | Arsenal                | Excursionistas       | 23 de abril |         |
| Villa Dálmine        | 1 - 0     | Almirante Brown        | Villa Dálmine        | 23 de abril |         |
| Central Córdoba (R)  | 3 - 1     | Temperley              | Central Córdoba (R)  | 23 de abril |         |
| Deportivo Italiano   | 3 - 1     | Talleres (RdE)         | Ferro Carril Oeste   | 23 de abril |         |
| Nueva Chicago        | 1 - 0     | Almagro                | Nueva Chicago        | 23 de abril |         |

| Fecha 8                | Fecha 8   | Fecha 8              | Fecha 8                | Fecha 8     | Fecha 8 |
| Local                  | Resultado | Visitante            | Estadio                | Fecha       |         |
| ---------------------- | --------- | -------------------- | ---------------------- | ----------- | ------- |
| Nueva Chicago          | 2 - 2     | Deportivo Morón      | Nueva Chicago          | 30 de abril |         |
| Almagro                | 3 - 1     | Deportivo Italiano   | Almagro                | 30 de abril |         |
| Talleres (RdE)         | 0 - 2     | Central Córdoba (R)  | Talleres (RdE)         | 30 de abril |         |
| Temperley              | 1 - 0     | Villa Dálmine        | Temperley              | 30 de abril |         |
| Almirante Brown        | 0 - 0     | Excursionistas       | Almirante Brown        | 30 de abril |         |
| Arsenal                | 1 - 0     | Sportivo Dock Sud    | Arsenal                | 30 de abril |         |
| San Telmo              | 2 - 1     | Argentino de Quilmes | San Telmo              | 30 de abril |         |
| Defensores de Belgrano | 0 - 0     | Los Andes            | Defensores de Belgrano | 30 de abril |         |
| Deportivo Español      | 1 - 3     | Tigre                | Atlanta                | 30 de abril |         |
| Sarmiento              | 1 - 1     | El Porvenir          | Sarmiento              | 1 de mayo   |         |
| Unión                  | 3 - 0     | All Boys             | Unión                  | 1 de mayo   |         |

| Fecha 9              | Fecha 9   | Fecha 9                | Fecha 9              | Fecha 9   | Fecha 9 |
| Local                | Resultado | Visitante              | Estadio              | Fecha     |         |
| -------------------- | --------- | ---------------------- | -------------------- | --------- | ------- |
| Deportivo Morón      | 0 - 3     | Deportivo Español      | Deportivo Morón      | 7 de mayo |         |
| Tigre                | 0 - 1     | Unión                  | Tigre                | 7 de mayo |         |
| All Boys             | 0 - 2     | Sarmiento              | All Boys             | 7 de mayo |         |
| El Porvenir          | 2 - 0     | Defensores de Belgrano | El Porvenir          | 7 de mayo |         |
| Los Andes            | 1 - 0     | San Telmo              | Los Andes            | 7 de mayo |         |
| Argentino de Quilmes | 3 - 0     | Arsenal                | Argentino de Quilmes | 7 de mayo |         |
| Sportivo Dock Sud    | 1 - 2     | Almirante Brown        | Sportivo Dock Sud    | 7 de mayo |         |
| Excursionistas       | 2 - 2     | Temperley              | Excursionistas       | 7 de mayo |         |
| Villa Dálmine        | 3 - 1     | Talleres (RdE)         | Villa Dálmine        | 7 de mayo |         |
| Central Córdoba (R)  | 3 - 0     | Almagro                | Central Córdoba (R)  | 7 de mayo |         |
| Deportivo Italiano   | 2 - 1     | Nueva Chicago          | Ferro Carril Oeste   | 7 de mayo |         |

| Fecha 10               | Fecha 10  | Fecha 10             | Fecha 10               | Fecha 10   | Fecha 10 |
| Local                  | Resultado | Visitante            | Estadio                | Fecha      |          |
| ---------------------- | --------- | -------------------- | ---------------------- | ---------- | -------- |
| Deportivo Italiano     | 0 - 1     | Deportivo Morón      | Ferro Carril Oeste     | 14 de mayo |          |
| Nueva Chicago          | 1 - 1     | Central Córdoba (R)  | Nueva Chicago          | 14 de mayo |          |
| Almagro                | 3 - 4     | Villa Dálmine        | Almagro                | 14 de mayo |          |
| Talleres (RdE)         | 2 - 2     | Excursionistas       | Talleres (RdE)         | 14 de mayo |          |
| Temperley              | 0 - 1     | Sportivo Dock Sud    | Temperley              | 14 de mayo |          |
| Almirante Brown        | 1 - 4     | Argentino de Quilmes | Almirante Brown        | 14 de mayo |          |
| Arsenal                | 0 - 0     | Los Andes            | Arsenal                | 14 de mayo |          |
| San Telmo              | 3 - 3     | El Porvenir          | San Telmo              | 14 de mayo |          |
| Defensores de Belgrano | 0 - 2     | All Boys             | Defensores de Belgrano | 14 de mayo |          |
| Sarmiento              | 3 - 2     | Tigre                | Sarmiento              | 15 de mayo |          |
| Unión                  | 2 - 0     | Deportivo Español    | Unión                  | 15 de mayo |          |

| Fecha 11             | Fecha 11  | Fecha 11               | Fecha 11             | Fecha 11   | Fecha 11 |
| Local                | Resultado | Visitante              | Estadio              | Fecha      |          |
| -------------------- | --------- | ---------------------- | -------------------- | ---------- | -------- |
| Deportivo Morón      | 1 - 1     | Unión                  | Deportivo Morón      | 21 de mayo |          |
| Deportivo Español    | 1 - 0     | Sarmiento              | Atlanta              | 21 de mayo |          |
| Tigre                | 2 - 1     | Defensores de Belgrano | Tigre                | 21 de mayo |          |
| All Boys             | 3 - 1     | San Telmo              | All Boys             | 21 de mayo |          |
| El Porvenir          | 1 - 0     | Arsenal                | El Porvenir          | 21 de mayo |          |
| Los Andes            | 1 - 0     | Almirante Brown        | Los Andes            | 21 de mayo |          |
| Argentino de Quilmes | 1 - 1     | Temperley              | Argentino de Quilmes | 21 de mayo |          |
| Sportivo Dock Sud    | 1 - 0     | Talleres (RdE)         | Sportivo Dock Sud    | 21 de mayo |          |
| Excursionistas       | 0 - 2     | Almagro                | Excursionistas       | 21 de mayo |          |
| Villa Dálmine        | 2 - 2     | Nueva Chicago          | Villa Dálmine        | 21 de mayo |          |
| Central Córdoba (R)  | 1 - 2     | Deportivo Italiano     | Central Córdoba (R)  | 21 de mayo |          |

| Fecha 12               | Fecha 12  | Fecha 12             | Fecha 12               | Fecha 12   | Fecha 12 |
| Local                  | Resultado | Visitante            | Estadio                | Fecha      |          |
| ---------------------- | --------- | -------------------- | ---------------------- | ---------- | -------- |
| Central Córdoba (R)    | 2 - 1     | Deportivo Morón      | Central Córdoba (R)    | 28 de mayo |          |
| Deportivo Italiano     | 1 - 3     | Villa Dálmine        | Ferro Carril Oeste     | 28 de mayo |          |
| Nueva Chicago          | 2 - 0     | Excursionistas       | Nueva Chicago          | 28 de mayo |          |
| Almagro                | 1 - 0     | Sportivo Dock Sud    | Almagro                | 28 de mayo |          |
| Talleres (RdE)         | 1 - 1     | Argentino de Quilmes | Talleres (RdE)         | 28 de mayo |          |
| Temperley              | 2 - 0     | Los Andes            | Temperley              | 28 de mayo |          |
| Almirante Brown        | 2 - 1     | El Porvenir          | Almirante Brown        | 28 de mayo |          |
| Arsenal                | 1 - 4     | All Boys             | Arsenal                | 28 de mayo |          |
| San Telmo              | 4 - 1     | Tigre                | San Telmo              | 28 de mayo |          |
| Defensores de Belgrano | 1 - 2     | Deportivo Español    | Defensores de Belgrano | 28 de mayo |          |
| Sarmiento              | 0 - 0     | Unión                | Sarmiento              | 29 de mayo |          |

| Fecha 13             | Fecha 13  | Fecha 13               | Fecha 13             | Fecha 13   | Fecha 13 |
| Local                | Resultado | Visitante              | Estadio              | Fecha      |          |
| -------------------- | --------- | ---------------------- | -------------------- | ---------- | -------- |
| Deportivo Morón      | 1 - 1     | Sarmiento              | Deportivo Morón      | 4 de junio |          |
| Deportivo Español    | 0 - 0     | San Telmo              | Atlanta              | 4 de junio |          |
| Tigre                | 1 - 1     | Arsenal                | Tigre                | 4 de junio |          |
| All Boys             | 1 - 0     | Almirante Brown        | All Boys             | 4 de junio |          |
| El Porvenir          | 0 - 1     | Temperley              | El Porvenir          | 4 de junio |          |
| Los Andes            | 1 - 0     | Talleres (RdE)         | Los Andes            | 4 de junio |          |
| Argentino de Quilmes | 2 - 1     | Almagro                | Argentino de Quilmes | 4 de junio |          |
| Sportivo Dock Sud    | 1 - 1     | Nueva Chicago          | Sportivo Dock Sud    | 4 de junio |          |
| Excursionistas       | 2 - 2     | Deportivo Italiano     | Excursionistas       | 4 de junio |          |
| Villa Dálmine        | 1 - 0     | Central Córdoba (R)    | Villa Dálmine        | 4 de junio |          |
| Unión                | 1 - 0     | Defensores de Belgrano | Unión                | 5 de junio |          |

| Fecha 14               | Fecha 14  | Fecha 14             | Fecha 14               | Fecha 14    | Fecha 14 |
| Local                  | Resultado | Visitante            | Estadio                | Fecha       |          |
| ---------------------- | --------- | -------------------- | ---------------------- | ----------- | -------- |
| Villa Dálmine          | 0 - 2     | Deportivo Morón      | Villa Dálmine          | 11 de junio |          |
| Central Córdoba (R)    | 2 - 0     | Excursionistas       | Central Córdoba (R)    | 11 de junio |          |
| Deportivo Italiano     | 1 - 2     | Sportivo Dock Sud    | Ferro Carril Oeste     | 11 de junio |          |
| Nueva Chicago          | 4 - 0     | Argentino de Quilmes | Nueva Chicago          | 11 de junio |          |
| Almagro                | 1 - 1     | Los Andes            | Almagro                | 11 de junio |          |
| Talleres (RdE)         | 3 - 1     | El Porvenir          | Talleres (RdE)         | 11 de junio |          |
| Temperley              | 0 - 2     | All Boys             | Temperley              | 11 de junio |          |
| Arsenal                | 3 - 2     | Deportivo Español    | Arsenal                | 11 de junio |          |
| San Telmo              | 0 - 4     | Unión                | San Telmo              | 11 de junio |          |
| Defensores de Belgrano | 2 - 0     | Sarmiento            | Defensores de Belgrano | 11 de junio |          |
| Almirante Brown        | 4 - 3     | Tigre                | Almirante Brown        | 20 de junio |          |

| Fecha 15             | Fecha 15  | Fecha 15               | Fecha 15             | Fecha 15    | Fecha 15 |
| Local                | Resultado | Visitante              | Estadio              | Fecha       |          |
| -------------------- | --------- | ---------------------- | -------------------- | ----------- | -------- |
| Deportivo Morón      | 1 - 0     | Defensores de Belgrano | Deportivo Morón      | 18 de junio |          |
| Deportivo Español    | 2 - 1     | Almirante Brown        | Atlanta              | 18 de junio |          |
| Tigre                | 3 - 1     | Temperley              | Tigre                | 18 de junio |          |
| All Boys             | 2 - 1     | Talleres (RdE)         | All Boys             | 18 de junio |          |
| El Porvenir          | 1 - 1     | Almagro                | El Porvenir          | 18 de junio |          |
| Los Andes            | 0 - 1     | Nueva Chicago          | Los Andes            | 18 de junio |          |
| Argentino de Quilmes | 2 - 1     | Deportivo Italiano     | Argentino de Quilmes | 18 de junio |          |
| Sportivo Dock Sud    | 3 - 1     | Central Córdoba (R)    | Sportivo Dock Sud    | 18 de junio |          |
| Excursionistas       | 2 - 2     | Villa Dálmine          | Excursionistas       | 18 de junio |          |
| Sarmiento            | 1 - 1     | San Telmo              | Sarmiento            | 19 de junio |          |
| Unión                | 2 - 0     | Arsenal                | Unión                | 20 de junio |          |

| Fecha 16            | Fecha 16  | Fecha 16               | Fecha 16            | Fecha 16    | Fecha 16 |
| Local               | Resultado | Visitante              | Estadio             | Fecha       |          |
| ------------------- | --------- | ---------------------- | ------------------- | ----------- | -------- |
| Excursionistas      | 2 - 2     | Deportivo Morón        | Excursionistas      | 25 de junio |          |
| Villa Dálmine       | 2 - 2     | Sportivo Dock Sud      | Villa Dálmine       | 25 de junio |          |
| Central Córdoba (R) | 3 - 0     | Argentino de Quilmes   | Central Córdoba (R) | 25 de junio |          |
| Deportivo Italiano  | 1 - 1     | Los Andes              | Ferro Carril Oeste  | 25 de junio |          |
| Nueva Chicago       | 1 - 0     | El Porvenir            | Nueva Chicago       | 25 de junio |          |
| Almagro             | 1 - 3     | All Boys               | Almagro             | 25 de junio |          |
| Talleres (RdE)      | 1 - 1     | Tigre                  | Talleres (RdE)      | 25 de junio |          |
| Temperley           | 2 - 4     | Deportivo Español      | Temperley           | 25 de junio |          |
| Almirante Brown     | 2 - 2     | Unión                  | Almirante Brown     | 25 de junio |          |
| Arsenal             | 0 - 0     | Sarmiento              | Arsenal             | 25 de junio |          |
| San Telmo           | 1 - 1     | Defensores de Belgrano | San Telmo           | 25 de junio |          |

| Fecha 17               | Fecha 17  | Fecha 17            | Fecha 17               | Fecha 17   | Fecha 17 |
| Local                  | Resultado | Visitante           | Estadio                | Fecha      |          |
| ---------------------- | --------- | ------------------- | ---------------------- | ---------- | -------- |
| Deportivo Morón        | 3 - 1     | San Telmo           | Deportivo Morón        | 2 de julio |          |
| Defensores de Belgrano | 1 - 1     | Arsenal             | Defensores de Belgrano | 2 de julio |          |
| Deportivo Español      | 3 - 0     | Talleres (RdE)      | Atlanta                | 2 de julio |          |
| Tigre                  | 2 - 1     | Almagro             | Tigre                  | 2 de julio |          |
| All Boys               | 1 - 0     | Nueva Chicago       | All Boys               | 2 de julio |          |
| El Porvenir            | 2 - 0     | Deportivo Italiano  | El Porvenir            | 2 de julio |          |
| Los Andes              | 0 - 0     | Central Córdoba (R) | Los Andes              | 2 de julio |          |
| Argentino de Quilmes   | 1 - 0     | Villa Dálmine       | Argentino de Quilmes   | 2 de julio |          |
| Sportivo Dock Sud      | 2 - 0     | Excursionistas      | Sportivo Dock Sud      | 2 de julio |          |
| Sarmiento              | 1 - 0     | Almirante Brown     | Sarmiento              | 3 de julio |          |
| Unión                  | 0 - 0     | Temperley           | Unión                  | 3 de julio |          |

| Fecha 18            | Fecha 18  | Fecha 18               | Fecha 18            | Fecha 18   | Fecha 18 |
| Local               | Resultado | Visitante              | Estadio             | Fecha      |          |
| ------------------- | --------- | ---------------------- | ------------------- | ---------- | -------- |
| Sportivo Dock Sud   | 0 - 0     | Deportivo Morón        | Sportivo Dock Sud   | 9 de julio |          |
| Excursionistas      | 2 - 1     | Argentino de Quilmes   | Excursionistas      | 9 de julio |          |
| Villa Dálmine       | 2 - 0     | Los Andes              | Villa Dálmine       | 9 de julio |          |
| Central Córdoba (R) | 1 - 0     | El Porvenir            | Central Córdoba (R) | 9 de julio |          |
| Deportivo Italiano  | 2 - 1     | All Boys               | Ferro Carril Oeste  | 9 de julio |          |
| Nueva Chicago       | 2 - 1     | Tigre                  | Nueva Chicago       | 9 de julio |          |
| Almagro             | 1 - 0     | Deportivo Español      | Almagro             | 9 de julio |          |
| Talleres (RdE)      | 1 - 4     | Unión                  | Talleres (RdE)      | 9 de julio |          |
| Temperley           | 0 - 0     | Sarmiento              | Temperley           | 9 de julio |          |
| Almirante Brown     | 0 - 0     | Defensores de Belgrano | Almirante Brown     | 9 de julio |          |
| Arsenal             | 1 - 0     | San Telmo              | Arsenal             | 9 de julio |          |

| Fecha 19               | Fecha 19  | Fecha 19            | Fecha 19               | Fecha 19    | Fecha 19 |
| Local                  | Resultado | Visitante           | Estadio                | Fecha       |          |
| ---------------------- | --------- | ------------------- | ---------------------- | ----------- | -------- |
| Deportivo Morón        | 1 - 1     | Arsenal             | Deportivo Morón        | 16 de julio |          |
| San Telmo              | 0 - 0     | Almirante Brown     | San Telmo              | 16 de julio |          |
| Defensores de Belgrano | 0 - 0     | Temperley           | Defensores de Belgrano | 16 de julio |          |
| Deportivo Español      | 3 - 1     | Nueva Chicago       | Atlanta                | 16 de julio |          |
| Tigre                  | 1 - 0     | Deportivo Italiano  | Tigre                  | 16 de julio |          |
| All Boys               | 2 - 0     | Central Córdoba (R) | All Boys               | 16 de julio |          |
| El Porvenir            | 1 - 1     | Villa Dálmine       | El Porvenir            | 16 de julio |          |
| Los Andes              | 1 - 0     | Excursionistas      | Los Andes              | 16 de julio |          |
| Argentino de Quilmes   | 0 - 2     | Sportivo Dock Sud   | Argentino de Quilmes   | 16 de julio |          |
| Sarmiento              | 0 - 0     | Talleres (RdE)      | Sarmiento              | 17 de julio |          |
| Unión                  | 0 - 0     | Almagro             | Unión                  | 17 de julio |          |

| Fecha 20             | Fecha 20  | Fecha 20               | Fecha 20             | Fecha 20    | Fecha 20 |
| Local                | Resultado | Visitante              | Estadio              | Fecha       |          |
| -------------------- | --------- | ---------------------- | -------------------- | ----------- | -------- |
| Argentino de Quilmes | 1 - 0     | Deportivo Morón        | Argentino de Quilmes | 23 de julio |          |
| Sportivo Dock Sud    | 0 - 2     | Los Andes              | Sportivo Dock Sud    | 23 de julio |          |
| Excursionistas       | 2 - 0     | El Porvenir            | Excursionistas       | 23 de julio |          |
| Villa Dálmine        | 0 - 0     | All Boys               | Villa Dálmine        | 23 de julio |          |
| Central Córdoba (R)  | 0 - 1     | Tigre                  | Central Córdoba (R)  | 23 de julio |          |
| Deportivo Italiano   | 0 - 0     | Deportivo Español      | Ferro Carril Oeste   | 23 de julio |          |
| Nueva Chicago        | 2 - 1     | Unión                  | Nueva Chicago        | 23 de julio |          |
| Almagro              | 0 - 0     | Sarmiento              | Almagro              | 23 de julio |          |
| Talleres (RdE)       | 1 - 1     | Defensores de Belgrano | Talleres (RdE)       | 23 de julio |          |
| Temperley            | 0 - 1     | San Telmo              | Temperley            | 23 de julio |          |
| Almirante Brown      | 1 - 1     | Arsenal                | Almirante Brown      | 23 de julio |          |

| Fecha 21               | Fecha 21  | Fecha 21             | Fecha 21               | Fecha 21    | Fecha 21 |
| Local                  | Resultado | Visitante            | Estadio                | Fecha       |          |
| ---------------------- | --------- | -------------------- | ---------------------- | ----------- | -------- |
| Unión                  | 2 - 0     | Deportivo Italiano   | Unión                  | 31 de julio |          |
| Deportivo Morón        | 0 - 1     | Almirante Brown      | Deportivo Morón        | 6 de agosto |          |
| Arsenal                | 0 - 0     | Temperley            | Arsenal                | 6 de agosto |          |
| San Telmo              | 5 - 1     | Talleres (RdE)       | San Telmo              | 6 de agosto |          |
| Defensores de Belgrano | 1 - 2     | Almagro              | Defensores de Belgrano | 6 de agosto |          |
| Deportivo Español      | 0 - 0     | Central Córdoba (R)  | Atlanta                | 6 de agosto |          |
| Tigre                  | 2 - 1     | Villa Dálmine        | Tigre                  | 6 de agosto |          |
| All Boys               | 2 - 2     | Excursionistas       | All Boys               | 6 de agosto |          |
| El Porvenir            | 0 - 3     | Sportivo Dock Sud    | El Porvenir            | 6 de agosto |          |
| Los Andes              | 2 - 0     | Argentino de Quilmes | Los Andes              | 6 de agosto |          |
| Sarmiento              | 2 - 1     | Nueva Chicago        | Sarmiento              | 7 de agosto |          |

Segunda Rueda
| Fecha 22               | Fecha 22  | Fecha 22             | Fecha 22               | Fecha 22     | Fecha 22 |
| Local                  | Resultado | Visitante            | Estadio                | Fecha        |          |
| ---------------------- | --------- | -------------------- | ---------------------- | ------------ | -------- |
| Los Andes              | 2 - 0     | Deportivo Morón      | Los Andes              | 13 de agosto |          |
| All Boys               | 2 - 1     | Sportivo Dock Sud    | All Boys               | 13 de agosto |          |
| Tigre                  | 2 - 0     | Excursionistas       | Tigre                  | 13 de agosto |          |
| El Porvenir            | 2 - 0     | Argentino de Quilmes | El Porvenir            | 13 de agosto |          |
| Deportivo Español      | 5 - 1     | Villa Dálmine        | Atlanta                | 13 de agosto |          |
| Defensores de Belgrano | 2 - 1     | Nueva Chicago        | Defensores de Belgrano | 13 de agosto |          |
| San Telmo              | 2 - 1     | Almagro              | San Telmo              | 13 de agosto |          |
| Arsenal                | 2 - 0     | Talleres (RdE)       | Arsenal                | 13 de agosto |          |
| Almirante Brown        | 2 - 1     | Temperley            | Almirante Brown        | 13 de agosto |          |
| Sarmiento              | 0 - 3     | Deportivo Italiano   | Sarmiento              | 14 de agosto |          |
| Unión                  | 2 - 1     | Central Córdoba (R)  | Unión                  | 15 de agosto |          |

| Fecha 23             | Fecha 23  | Fecha 23               | Fecha 23             | Fecha 23     | Fecha 23 |
| Local                | Resultado | Visitante              | Estadio              | Fecha        |          |
| -------------------- | --------- | ---------------------- | -------------------- | ------------ | -------- |
| Deportivo Morón      | 3 - 3     | Temperley              | Deportivo Morón      | 20 de agosto |          |
| Talleres (RdE)       | 1 - 1     | Almirante Brown        | Talleres (RdE)       | 20 de agosto |          |
| Almagro              | 3 - 0     | Arsenal                | Almagro              | 20 de agosto |          |
| Nueva Chicago        | 0 - 0     | San Telmo              | Nueva Chicago        | 20 de agosto |          |
| Deportivo Italiano   | 1 - 1     | Defensores de Belgrano | Ferro Carril Oeste   | 20 de agosto |          |
| Central Córdoba (R)  | 4 - 0     | Sarmiento              | Central Córdoba (R)  | 20 de agosto |          |
| Villa Dálmine        | 0 - 2     | Unión                  | Villa Dálmine        | 20 de agosto |          |
| Excursionistas       | 1 - 1     | Deportivo Español      | Excursionistas       | 20 de agosto |          |
| Sportivo Dock Sud    | 1 - 0     | Tigre                  | Sportivo Dock Sud    | 20 de agosto |          |
| Argentino de Quilmes | 4 - 0     | All Boys               | Argentino de Quilmes | 20 de agosto |          |
| Los Andes            | 2 - 2     | El Porvenir            | Los Andes            | 20 de agosto |          |

| Fecha 24               | Fecha 24  | Fecha 24             | Fecha 24               | Fecha 24     | Fecha 24 |
| Local                  | Resultado | Visitante            | Estadio                | Fecha        |          |
| ---------------------- | --------- | -------------------- | ---------------------- | ------------ | -------- |
| El Porvenir            | 1 - 1     | Deportivo Morón      | El Porvenir            | 27 de agosto |          |
| All Boys               | 0 - 0     | Los Andes            | All Boys               | 27 de agosto |          |
| Tigre                  | 0 - 1     | Argentino de Quilmes | Tigre                  | 27 de agosto |          |
| Deportivo Español      | 4 - 2     | Sportivo Dock Sud    | Atlanta                | 27 de agosto |          |
| Defensores de Belgrano | 1 - 1     | Central Córdoba (R)  | Defensores de Belgrano | 27 de agosto |          |
| San Telmo              | 1 - 1     | Deportivo Italiano   | San Telmo              | 27 de agosto |          |
| Arsenal                | 0 - 1     | Nueva Chicago        | Arsenal                | 27 de agosto |          |
| Almirante Brown        | 2 - 0     | Almagro              | Almirante Brown        | 27 de agosto |          |
| Temperley              | 1 - 0     | Talleres (RdE)       | Temperley              | 27 de agosto |          |
| Unión                  | 1 - 1     | Excursionistas       | Unión                  | 28 de agosto |          |
| Sarmiento              | 0 - 0     | Villa Dálmine        | Sarmiento              | 28 de agosto |          |

| Fecha 25             | Fecha 25  | Fecha 25               | Fecha 25             | Fecha 25        | Fecha 25 |
| Local                | Resultado | Visitante              | Estadio              | Fecha           |          |
| -------------------- | --------- | ---------------------- | -------------------- | --------------- | -------- |
| Deportivo Morón      | 1 - 0     | Talleres (RdE)         | Deportivo Morón      | 3 de septiembre |          |
| Almagro              | 1 - 2     | Temperley              | Almagro              | 3 de septiembre |          |
| Nueva Chicago        | 1 - 1     | Almirante Brown        | Nueva Chicago        | 3 de septiembre |          |
| Deportivo Italiano   | 2 - 1     | Arsenal                | Ferro Carril Oeste   | 3 de septiembre |          |
| Central Córdoba (R)  | 1 - 1     | San Telmo              | Central Córdoba (R)  | 3 de septiembre |          |
| Villa Dálmine        | 0 - 2     | Defensores de Belgrano | Villa Dálmine        | 3 de septiembre |          |
| Excursionistas       | 3 - 0     | Sarmiento              | Excursionistas       | 3 de septiembre |          |
| Sportivo Dock Sud    | 1 - 1     | Unión                  | Sportivo Dock Sud    | 3 de septiembre |          |
| Argentino de Quilmes | 1 - 1     | Deportivo Español      | Argentino de Quilmes | 3 de septiembre |          |
| Los Andes            | 1 - 0     | Tigre                  | Los Andes            | 3 de septiembre |          |
| El Porvenir          | 1 - 0     | All Boys               | El Porvenir          | 3 de septiembre |          |

| Fecha 26               | Fecha 26  | Fecha 26             | Fecha 26               | Fecha 26         | Fecha 26 |
| Local                  | Resultado | Visitante            | Estadio                | Fecha            |          |
| ---------------------- | --------- | -------------------- | ---------------------- | ---------------- | -------- |
| All Boys               | 1 - 2     | Deportivo Morón      | All Boys               | 10 de septiembre |          |
| Tigre                  | 2 - 1     | El Porvenir          | Tigre                  | 10 de septiembre |          |
| Deportivo Español      | 2 - 0     | Los Andes            | Atlanta                | 10 de septiembre |          |
| Unión                  | 2 - 0     | Argentino de Quilmes | Unión                  | 10 de septiembre |          |
| Defensores de Belgrano | 1 - 0     | Excursionistas       | Defensores de Belgrano | 10 de septiembre |          |
| San Telmo              | 2 - 1     | Villa Dálmine        | San Telmo              | 10 de septiembre |          |
| Arsenal                | 1 - 0     | Central Córdoba (R)  | Arsenal                | 10 de septiembre |          |
| Almirante Brown        | 3 - 2     | Deportivo Italiano   | Almirante Brown        | 10 de septiembre |          |
| Temperley              | 2 - 1     | Nueva Chicago        | Temperley              | 10 de septiembre |          |
| Talleres (RdE)         | 1 - 0     | Almagro              | Talleres (RdE)         | 10 de septiembre |          |
| Sarmiento              | 3 - 1     | Sportivo Dock Sud    | Sarmiento              | 11 de septiembre |          |

| Fecha 27             | Fecha 27  | Fecha 27               | Fecha 27             | Fecha 27         | Fecha 27 |
| Local                | Resultado | Visitante              | Estadio              | Fecha            |          |
| -------------------- | --------- | ---------------------- | -------------------- | ---------------- | -------- |
| Deportivo Morón      | 0 - 1     | Almagro                | Deportivo Morón      | 17 de septiembre |          |
| Nueva Chicago        | 1 - 0     | Talleres (RdE)         | Nueva Chicago        | 17 de septiembre |          |
| Deportivo Italiano   | 0 - 1     | Temperley              | Ferro Carril Oeste   | 17 de septiembre |          |
| Central Córdoba (R)  | 0 - 1     | Almirante Brown        | Central Córdoba (R)  | 17 de septiembre |          |
| Villa Dálmine        | 1 - 1     | Arsenal                | Villa Dálmine        | 17 de septiembre |          |
| Excursionistas       | 1 - 2     | San Telmo              | Excursionistas       | 17 de septiembre |          |
| Sportivo Dock Sud    | 1 - 2     | Defensores de Belgrano | Sportivo Dock Sud    | 17 de septiembre |          |
| Argentino de Quilmes | 4 - 0     | Sarmiento              | Argentino de Quilmes | 17 de septiembre |          |
| Los Andes            | 1 - 2     | Unión                  | Los Andes            | 17 de septiembre |          |
| El Porvenir          | 0 - 2     | Deportivo Español      | El Porvenir          | 17 de septiembre |          |
| All Boys             | 3 - 1     | Tigre                  | All Boys             | 17 de septiembre |          |

| Fecha 28               | Fecha 28  | Fecha 28             | Fecha 28               | Fecha 28         | Fecha 28 |
| Local                  | Resultado | Visitante            | Estadio                | Fecha            |          |
| ---------------------- | --------- | -------------------- | ---------------------- | ---------------- | -------- |
| Tigre                  | 0 - 0     | Deportivo Morón      | Tigre                  | 24 de septiembre |          |
| Deportivo Español      | 1 - 0     | All Boys             | Atlanta                | 24 de septiembre |          |
| Defensores de Belgrano | 3 - 1     | Argentino de Quilmes | Defensores de Belgrano | 24 de septiembre |          |
| San Telmo              | 0 - 0     | Sportivo Dock Sud    | San Telmo              | 24 de septiembre |          |
| Arsenal                | 1 - 3     | Excursionistas       | Arsenal                | 24 de septiembre |          |
| Almirante Brown        | 2 - 0     | Villa Dálmine        | Almirante Brown        | 24 de septiembre |          |
| Temperley              | 1 - 1     | Central Córdoba (R)  | Temperley              | 24 de septiembre |          |
| Talleres (RdE)         | 0 - 4     | Deportivo Italiano   | Talleres (RdE)         | 24 de septiembre |          |
| Almagro                | 1 - 2     | Nueva Chicago        | Almagro                | 24 de septiembre |          |
| Unión                  | 1 - 0     | El Porvenir          | Unión                  | 25 de septiembre |          |
| Sarmiento              | 0 - 3     | Los Andes            | Sarmiento              | 25 de septiembre |          |

| Fecha 29             | Fecha 29  | Fecha 29               | Fecha 29             | Fecha 29     | Fecha 29 |
| Local                | Resultado | Visitante              | Estadio              | Fecha        |          |
| -------------------- | --------- | ---------------------- | -------------------- | ------------ | -------- |
| Deportivo Morón      | 2 - 0     | Nueva Chicago          | Deportivo Morón      | 1 de octubre |          |
| Deportivo Italiano   | 1 - 6     | Almagro                | Ferro Carril Oeste   | 1 de octubre |          |
| Central Córdoba (R)  | 0 - 1     | Talleres (RdE)         | Central Córdoba (R)  | 1 de octubre |          |
| Villa Dálmine        | 3 - 1     | Temperley              | Villa Dálmine        | 1 de octubre |          |
| Excursionistas       | 1 - 1     | Almirante Brown        | Excursionistas       | 1 de octubre |          |
| Sportivo Dock Sud    | 1 - 0     | Arsenal                | Sportivo Dock Sud    | 1 de octubre |          |
| Argentino de Quilmes | 2 - 1     | San Telmo              | Argentino de Quilmes | 1 de octubre |          |
| Los Andes            | 0 - 0     | Defensores de Belgrano | Los Andes            | 1 de octubre |          |
| El Porvenir          | 3 - 1     | Sarmiento              | El Porvenir          | 1 de octubre |          |
| All Boys             | 3 - 0     | Unión                  | All Boys             | 1 de octubre |          |
| Tigre                | 2 - 2     | Deportivo Español      | Tigre                | 1 de octubre |          |

| Fecha 30               | Fecha 30  | Fecha 30             | Fecha 30               | Fecha 30     | Fecha 30 |
| Local                  | Resultado | Visitante            | Estadio                | Fecha        |          |
| ---------------------- | --------- | -------------------- | ---------------------- | ------------ | -------- |
| Deportivo Español      | 0 - 3     | Deportivo Morón      | Atlanta                | 8 de octubre |          |
| Defensores de Belgrano | 1 - 0     | El Porvenir          | Defensores de Belgrano | 8 de octubre |          |
| San Telmo              | 3 - 0     | Los Andes            | San Telmo              | 8 de octubre |          |
| Arsenal                | 0 - 0     | Argentino de Quilmes | Arsenal                | 8 de octubre |          |
| Almirante Brown        | 2 - 0     | Sportivo Dock Sud    | Almirante Brown        | 8 de octubre |          |
| Temperley              | 4 - 3     | Excursionistas       | Temperley              | 8 de octubre |          |
| Talleres (RdE)         | 4 - 0     | Villa Dálmine        | Talleres (RdE)         | 8 de octubre |          |
| Almagro                | 2 - 1     | Central Córdoba (R)  | Almagro                | 8 de octubre |          |
| Nueva Chicago          | 1 - 0     | Deportivo Italiano   | Nueva Chicago          | 8 de octubre |          |
| Unión                  | 3 - 0     | Tigre                | Unión                  | 9 de octubre |          |
| Sarmiento              | 0 - 0     | All Boys             | Sarmiento              | 9 de octubre |          |

| Fecha 31             | Fecha 31  | Fecha 31               | Fecha 31             | Fecha 31      | Fecha 31 |
| Local                | Resultado | Visitante              | Estadio              | Fecha         |          |
| -------------------- | --------- | ---------------------- | -------------------- | ------------- | -------- |
| Deportivo Morón      | 2 - 0     | Deportivo Italiano     | Deportivo Morón      | 12 de octubre |          |
| Central Córdoba (R)  | 3 - 2     | Nueva Chicago          | Central Córdoba (R)  | 12 de octubre |          |
| Villa Dálmine        | 0 - 2     | Almagro                | Villa Dálmine        | 12 de octubre |          |
| Excursionistas       | 3 - 1     | Talleres (RdE)         | Excursionistas       | 12 de octubre |          |
| Sportivo Dock Sud    | 1 - 1     | Temperley              | Sportivo Dock Sud    | 12 de octubre |          |
| Argentino de Quilmes | 2 - 0     | Almirante Brown        | Argentino de Quilmes | 12 de octubre |          |
| Los Andes            | 4 - 0     | Arsenal                | Los Andes            | 12 de octubre |          |
| El Porvenir          | 1 - 3     | San Telmo              | El Porvenir          | 12 de octubre |          |
| All Boys             | 2 - 0     | Defensores de Belgrano | All Boys             | 12 de octubre |          |
| Tigre                | 3 - 2     | Sarmiento              | Tigre                | 12 de octubre |          |
| Deportivo Español    | 3 - 0     | Unión                  | Atlanta              | 12 de octubre |          |

| Fecha 32               | Fecha 32  | Fecha 32             | Fecha 32               | Fecha 32      | Fecha 32 |
| Local                  | Resultado | Visitante            | Estadio                | Fecha         |          |
| ---------------------- | --------- | -------------------- | ---------------------- | ------------- | -------- |
| Sarmiento              | 2 - 1     | Deportivo Español    | Sarmiento              | 15 de octubre |          |
| Defensores de Belgrano | 3 - 2     | Tigre                | Defensores de Belgrano | 15 de octubre |          |
| San Telmo              | 3 - 0     | All Boys             | San Telmo              | 15 de octubre |          |
| Arsenal                | 0 - 0     | El Porvenir          | Arsenal                | 15 de octubre |          |
| Almirante Brown        | 1 - 1     | Los Andes            | Almirante Brown        | 15 de octubre |          |
| Temperley              | 1 - 2     | Argentino de Quilmes | Temperley              | 15 de octubre |          |
| Talleres (RdE)         | 0 - 3     | Sportivo Dock Sud    | Talleres (RdE)         | 15 de octubre |          |
| Almagro                | 1 - 1     | Excursionistas       | Almagro                | 15 de octubre |          |
| Nueva Chicago          | 0 - 2     | Villa Dálmine        | Nueva Chicago          | 15 de octubre |          |
| Deportivo Italiano     | 4 - 0     | Central Córdoba (R)  | Ferro Carril Oeste     | 15 de octubre |          |
| Unión                  | 0 - 0     | Deportivo Morón      | Unión                  | 16 de octubre |          |

| Fecha 33             | Fecha 33  | Fecha 33               | Fecha 33             | Fecha 33      | Fecha 33 |
| Local                | Resultado | Visitante              | Estadio              | Fecha         |          |
| -------------------- | --------- | ---------------------- | -------------------- | ------------- | -------- |
| Deportivo Morón      | 3 - 1     | Central Córdoba (R)    | Deportivo Morón      | 22 de octubre |          |
| Excursionistas       | 2 - 0     | Nueva Chicago          | Excursionistas       | 22 de octubre |          |
| Sportivo Dock Sud    | 5 - 2     | Almagro                | Sportivo Dock Sud    | 22 de octubre |          |
| Argentino de Quilmes | 3 - 0     | Talleres (RdE)         | Argentino de Quilmes | 22 de octubre |          |
| Los Andes            | 0 - 6     | Temperley              | Los Andes            | 22 de octubre |          |
| El Porvenir          | 1 - 0     | Almirante Brown        | El Porvenir          | 22 de octubre |          |
| All Boys             | 0 - 0     | Arsenal                | All Boys             | 22 de octubre |          |
| Tigre                | 1 - 0     | San Telmo              | Tigre                | 22 de octubre |          |
| Deportivo Español    | 0 - 2     | Defensores de Belgrano | Atlanta              | 22 de octubre |          |
| Villa Dálmine        | 0 - 2     | Deportivo Italiano     | Villa Dálmine        | 23 de octubre |          |
| Unión                | 4 - 0     | Sarmiento              | Unión                | 23 de octubre |          |

| Fecha 34               | Fecha 34  | Fecha 34             | Fecha 34               | Fecha 34      | Fecha 34 |
| Local                  | Resultado | Visitante            | Estadio                | Fecha         |          |
| ---------------------- | --------- | -------------------- | ---------------------- | ------------- | -------- |
| Defensores de Belgrano | 2 - 2     | Unión                | Defensores de Belgrano | 29 de octubre |          |
| San Telmo              | 1 - 1     | Deportivo Español    | San Telmo              | 29 de octubre |          |
| Arsenal                | 0 - 0     | Tigre                | Arsenal                | 29 de octubre |          |
| Almirante Brown        | 1 - 0     | All Boys             | Almirante Brown        | 29 de octubre |          |
| Temperley              | 1 - 1     | El Porvenir          | Temperley              | 29 de octubre |          |
| Talleres (RdE)         | 0 - 0     | Los Andes            | Talleres (RdE)         | 29 de octubre |          |
| Almagro                | 2 - 1     | Argentino de Quilmes | Almagro                | 29 de octubre |          |
| Nueva Chicago          | 1 - 1     | Sportivo Dock Sud    | Nueva Chicago          | 29 de octubre |          |
| Deportivo Italiano     | 2 - 2     | Excursionistas       | Ferro Carril Oeste     | 29 de octubre |          |
| Central Córdoba (R)    | 2 - 1     | Villa Dálmine        | Central Córdoba (R)    | 29 de octubre |          |
| Sarmiento              | 1 - 0     | Deportivo Morón      | Sarmiento              | 30 de octubre |          |

| Fecha 35             | Fecha 35  | Fecha 35               | Fecha 35             | Fecha 35       | Fecha 35 |
| Local                | Resultado | Visitante              | Estadio              | Fecha          |          |
| -------------------- | --------- | ---------------------- | -------------------- | -------------- | -------- |
| Unión                | 2 - 0     | San Telmo              | Unión                | 1 de noviembre |          |
| Deportivo Morón      | 2 - 1     | Villa Dálmine          | Deportivo Morón      | 2 de noviembre |          |
| Excursionistas       | 4 - 0     | Central Córdoba (R)    | Excursionistas       | 2 de noviembre |          |
| Sportivo Dock Sud    | 2 - 2     | Deportivo Italiano     | Sportivo Dock Sud    | 2 de noviembre |          |
| Argentino de Quilmes | 3 - 2     | Nueva Chicago          | Argentino de Quilmes | 2 de noviembre |          |
| Los Andes            | 2 - 2     | Almagro                | Los Andes            | 2 de noviembre |          |
| El Porvenir          | 1 - 1     | Talleres (RdE)         | El Porvenir          | 2 de noviembre |          |
| All Boys             | 2 - 3     | Temperley              | All Boys             | 2 de noviembre |          |
| Tigre                | 3 - 1     | Almirante Brown        | Tigre                | 2 de noviembre |          |
| Deportivo Español    | 3 - 0     | Arsenal                | Atlanta              | 2 de noviembre |          |
| Sarmiento            | 3 - 3     | Defensores de Belgrano | Sarmiento            | 2 de noviembre |          |

| Fecha 36               | Fecha 36  | Fecha 36             | Fecha 36               | Fecha 36       | Fecha 36 |
| Local                  | Resultado | Visitante            | Estadio                | Fecha          |          |
| ---------------------- | --------- | -------------------- | ---------------------- | -------------- | -------- |
| Defensores de Belgrano | 0 - 0     | Deportivo Morón      | Defensores de Belgrano | 5 de noviembre |          |
| San Telmo              | 3 - 2     | Sarmiento            | San Telmo              | 5 de noviembre |          |
| Arsenal                | 1 - 0     | Unión                | Arsenal                | 5 de noviembre |          |
| Almirante Brown        | 2 - 2     | Deportivo Español    | Almirante Brown        | 5 de noviembre |          |
| Temperley              | 1 - 1     | Tigre                | Temperley              | 5 de noviembre |          |
| Talleres (RdE)         | 1 - 2     | All Boys             | Talleres (RdE)         | 5 de noviembre |          |
| Almagro                | 2 - 1     | El Porvenir          | Almagro                | 5 de noviembre |          |
| Nueva Chicago          | 6 - 2     | Los Andes            | Nueva Chicago          | 5 de noviembre |          |
| Deportivo Italiano     | 0 - 2     | Argentino de Quilmes | Ferro Carril Oeste     | 5 de noviembre |          |
| Central Córdoba (R)    | 1 - 0     | Sportivo Dock Sud    | Central Córdoba (R)    | 5 de noviembre |          |
| Villa Dálmine          | 0 - 1     | Excursionistas       | Villa Dálmine          | 5 de noviembre |          |

| Fecha 37               | Fecha 37  | Fecha 37            | Fecha 37               | Fecha 37        | Fecha 37 |
| Local                  | Resultado | Visitante           | Estadio                | Fecha           |          |
| ---------------------- | --------- | ------------------- | ---------------------- | --------------- | -------- |
| Deportivo Morón        | 3 - 1     | Excursionistas      | Deportivo Morón        | 12 de noviembre |          |
| Sportivo Dock Sud      | 3 - 1     | Villa Dálmine       | Sportivo Dock Sud      | 12 de noviembre |          |
| Argentino de Quilmes   | 1 - 0     | Central Córdoba (R) | Argentino de Quilmes   | 12 de noviembre |          |
| Los Andes              | 1 - 1     | Deportivo Italiano  | Los Andes              | 12 de noviembre |          |
| El Porvenir            | 2 - 0     | Nueva Chicago       | El Porvenir            | 12 de noviembre |          |
| All Boys               | 2 - 2     | Almagro             | All Boys               | 12 de noviembre |          |
| Tigre                  | 2 - 1     | Talleres (RdE)      | Tigre                  | 12 de noviembre |          |
| Deportivo Español      | 1 - 2     | Temperley           | Atlanta                | 12 de noviembre |          |
| Unión                  | 2 - 0     | Almirante Brown     | Unión                  | 12 de noviembre |          |
| Defensores de Belgrano | 5 - 0     | San Telmo           | Defensores de Belgrano | 12 de noviembre |          |
| Sarmiento              | 2 - 0     | Arsenal             | Sarmiento              | 13 de noviembre |          |

| Fecha 38            | Fecha 38  | Fecha 38               | Fecha 38            | Fecha 38        | Fecha 38 |
| Local               | Resultado | Visitante              | Estadio             | Fecha           |          |
| ------------------- | --------- | ---------------------- | ------------------- | --------------- | -------- |
| San Telmo           | 0 - 0     | Deportivo Morón        | San Telmo           | 19 de noviembre |          |
| Arsenal             | 1 - 1     | Defensores de Belgrano | Arsenal             | 19 de noviembre |          |
| Almirante Brown     | 1 - 0     | Sarmiento              | Almirante Brown     | 19 de noviembre |          |
| Temperley           | 3 - 1     | Unión                  | Temperley           | 19 de noviembre |          |
| Talleres (RdE)      | 5 - 4     | Deportivo Español      | Talleres (RdE)      | 19 de noviembre |          |
| Almagro             | 0 - 1     | Tigre                  | Almagro             | 19 de noviembre |          |
| Nueva Chicago       | 2 - 1     | All Boys               | Nueva Chicago       | 19 de noviembre |          |
| Deportivo Italiano  | 2 - 2     | El Porvenir            | Ferro Carril Oeste  | 19 de noviembre |          |
| Central Córdoba (R) | 1 - 3     | Los Andes              | Central Córdoba (R) | 19 de noviembre |          |
| Villa Dálmine       | 0 - 2     | Argentino de Quilmes   | Villa Dálmine       | 19 de noviembre |          |
| Excursionistas      | 4 - 1     | Sportivo Dock Sud      | Excursionistas      | 19 de noviembre |          |

| Fecha 39               | Fecha 39  | Fecha 39            | Fecha 39               | Fecha 39        | Fecha 39 |
| Local                  | Resultado | Visitante           | Estadio                | Fecha           |          |
| ---------------------- | --------- | ------------------- | ---------------------- | --------------- | -------- |
| Deportivo Morón        | 4 - 0     | Sportivo Dock Sud   | Deportivo Morón        | 26 de noviembre |          |
| Argentino de Quilmes   | 1 - 0     | Excursionistas      | Argentino de Quilmes   | 26 de noviembre |          |
| Los Andes              | 1 - 1     | Villa Dálmine       | Los Andes              | 26 de noviembre |          |
| El Porvenir            | 0 - 0     | Central Córdoba (R) | El Porvenir            | 26 de noviembre |          |
| All Boys               | 1 - 2     | Deportivo Italiano  | All Boys               | 26 de noviembre |          |
| Tigre                  | 1 - 1     | Nueva Chicago       | Tigre                  | 26 de noviembre |          |
| Deportivo Español      | 0 - 4     | Almagro             | Atlanta                | 26 de noviembre |          |
| Unión                  | 3 - 0     | Talleres (RdE)      | Unión                  | 26 de noviembre |          |
| Sarmiento              | 2 - 0     | Temperley           | Sarmiento              | 26 de noviembre |          |
| Defensores de Belgrano | 1 - 2     | Almirante Brown     | Defensores de Belgrano | 26 de noviembre |          |
| San Telmo              | 3 - 2     | Arsenal             | San Telmo              | 26 de noviembre |          |

| Fecha 40            | Fecha 40  | Fecha 40               | Fecha 40            | Fecha 40       | Fecha 40 |
| Local               | Resultado | Visitante              | Estadio             | Fecha          |          |
| ------------------- | --------- | ---------------------- | ------------------- | -------------- | -------- |
| Arsenal             | 3 - 3     | Deportivo Morón        | Arsenal             | 3 de diciembre |          |
| Almirante Brown     | 1 - 1     | San Telmo              | Almirante Brown     | 3 de diciembre |          |
| Temperley           | 2 - 2     | Defensores de Belgrano | Temperley           | 3 de diciembre |          |
| Talleres (RdE)      | 1 - 0     | Sarmiento              | Talleres (RdE)      | 3 de diciembre |          |
| Almagro             | 2 - 1     | Unión                  | Almagro             | 3 de diciembre |          |
| Nueva Chicago       | 2 - 2     | Deportivo Español      | Nueva Chicago       | 3 de diciembre |          |
| Deportivo Italiano  | 3 - 1     | Tigre                  | Ferro Carril Oeste  | 3 de diciembre |          |
| Central Córdoba (R) | 1 - 0     | All Boys               | Central Córdoba (R) | 3 de diciembre |          |
| Villa Dálmine       | 1 - 0     | El Porvenir            | Villa Dálmine       | 3 de diciembre |          |
| Excursionistas      | 4 - 2     | Los Andes              | Excursionistas      | 3 de diciembre |          |
| Sportivo Dock Sud   | 1 - 3     | Argentino de Quilmes   | Sportivo Dock Sud   | 3 de diciembre |          |

| Fecha 41               | Fecha 41  | Fecha 41             | Fecha 41               | Fecha 41        | Fecha 41 |
| Local                  | Resultado | Visitante            | Estadio                | Fecha           |          |
| ---------------------- | --------- | -------------------- | ---------------------- | --------------- | -------- |
| Deportivo Español      | 3 - 2     | Deportivo Italiano   | Atlanta                | 9 de diciembre  |          |
| Deportivo Morón        | 1 - 1     | Argentino de Quilmes | Deportivo Morón        | 10 de diciembre |          |
| Los Andes              | 3 - 2     | Sportivo Dock Sud    | Los Andes              | 10 de diciembre |          |
| El Porvenir            | 4 - 3     | Excursionistas       | El Porvenir            | 10 de diciembre |          |
| All Boys               | 2 - 0     | Villa Dálmine        | All Boys               | 10 de diciembre |          |
| Tigre                  | 3 - 0     | Central Córdoba (R)  | Tigre                  | 10 de diciembre |          |
| Sarmiento              | 4 - 2     | Almagro              | Sarmiento              | 10 de diciembre |          |
| Defensores de Belgrano | 3 - 1     | Talleres (RdE)       | Defensores de Belgrano | 10 de diciembre |          |
| San Telmo              | 2 - 2     | Temperley            | San Telmo              | 10 de diciembre |          |
| Arsenal                | 1 - 0     | Almirante Brown      | Arsenal                | 10 de diciembre |          |
| Unión                  | 1 - 2     | Nueva Chicago        | Unión                  | 11 de diciembre |          |

| Fecha 42             | Fecha 42  | Fecha 42               | Fecha 42             | Fecha 42        | Fecha 42 |
| Local                | Resultado | Visitante              | Estadio              | Fecha           |          |
| -------------------- | --------- | ---------------------- | -------------------- | --------------- | -------- |
| Almirante Brown      | 0 - 0     | Deportivo Morón        | Almirante Brown      | 17 de diciembre |          |
| Temperley            | 1 - 1     | Arsenal                | Temperley            | 17 de diciembre |          |
| Talleres (RdE)       | 0 - 1     | San Telmo              | Talleres (RdE)       | 17 de diciembre |          |
| Almagro              | 3 - 1     | Defensores de Belgrano | Almagro              | 17 de diciembre |          |
| Nueva Chicago        | 1 - 1     | Sarmiento              | Nueva Chicago        | 17 de diciembre |          |
| Deportivo Italiano   | 0 - 1     | Unión                  | Ferro Carril Oeste   | 17 de diciembre |          |
| Central Córdoba (R)  | 1 - 2     | Deportivo Español      | Central Córdoba (R)  | 17 de diciembre |          |
| Excursionistas       | 1 - 3     | All Boys               | Excursionistas       | 17 de diciembre |          |
| Sportivo Dock Sud    | 1 - 1     | El Porvenir            | Sportivo Dock Sud    | 17 de diciembre |          |
| Argentino de Quilmes | 3 - 1     | Los Andes              | Argentino de Quilmes | 17 de diciembre |          |
| Villa Dálmine        | 2 - 1     | Tigre                  | Villa Dálmine        | 18 de diciembre |          |

## Promedios
| Pos  | Equipo                 | Promedio | 1964 | 1965 | 1966 | Total | PJ  |
| ---- | ---------------------- | -------- | ---- | ---- | ---- | ----- | --- |
| 01.º | Arsenal FC             | 1,348    | -    | 52   | 37   | 89    | 66  |
| 02.º | All Boys               | 1,277    | 45   | 57   | 50   | 152   | 119 |
| 03.º | Los Andes              | 1,218    | 42   | 58   | 45   | 145   | 119 |
| 04.º | Temperley              | 1,193    | 46   | 51   | 45   | 142   | 119 |
| 05.º | Unión                  | 1,185    | 34   | 49   | 58   | 141   | 119 |
| 06.º | Deportivo Morón        | 1,185    | 32   | 58   | 51   | 141   | 119 |
| 07.º | Nueva Chicago          | 1,176    | 44   | 51   | 45   | 140   | 119 |
| 08.º | Deportivo Español      | 1,134    | 41   | 46   | 48   | 135   | 119 |
| 09.º | Almagro                | 1,109    | 38   | 50   | 44   | 132   | 119 |
| 10.º | San Telmo              | 1,056    | 30   | 48   | 48   | 126   | 119 |
| 11.º | Almirante Brown        | 0,976    | -    | -    | 41   | 41    | 42  |
| 12.º | Sarmiento              | 0,975    | 33   | 43   | 40   | 116   | 119 |
| 13.º | Villa Dálmine          | 0,949    | 37   | 44   | 42   | 113   | 119 |
| 14.º | Deportivo Italiano     | 0,866    | 33   | 33   | 37   | 103   | 119 |
| 15.º | Dock Sud               | 0,849    | 30   | 33   | 38   | 101   | 119 |
| 16.º | Tigre                  | 0,840    | 21   | 36   | 43   | 100   | 119 |
| 17.º | Defensores de Belgrano | 0,823    | 9    | 43   | 46   | 98    | 119 |
| 18.º | Central Córdoba        | 0,773    | 34   | 24   | 34   | 92    | 119 |
| 19.º | Talleres               | 0,756    | 25   | 42   | 23   | 90    | 119 |
| 20.º | El Porvenir            | 0,706    | 21   | 33   | 30   | 84    | 119 |
| 21.º | Argentino de Quilmes   | 0,706    | 20   | 11   | 53   | 84    | 119 |
| 22.º | Excursionistas         | 0,689    | 27   | 19   | 36   | 82    | 119 |

|  | El descenso fue suspendido y Excursionistas mantuvo la categoría. |

## Torneo Reducido
Los participantes del Torneo Reducido fueron determinados según lo establecido en el reglamento: por los puntajes obtenidos en las últimas tres temporadas y por la recaudación de los clubes. Por tal motivo, además del campeón del torneo, los clubes que no disputaron la totalidad de las temporadas quedaron excluidos.

### Tabla acumulada
| Pos  | Equipo                 | Total | PJ  |
| ---- | ---------------------- | ----- | --- |
| 01.º | All Boys               | 152   | 119 |
| 02.º | Los Andes              | 145   | 119 |
| 03.º | Temperley              | 142   | 119 |
| 04.º | Deportivo Morón        | 141   | 119 |
| 05.º | Nueva Chicago          | 140   | 119 |
| 06.º | Deportivo Español      | 135   | 119 |
| 07.º | Almagro                | 132   | 119 |
| 08.º | San Telmo              | 126   | 119 |
| 09.º | Sarmiento              | 116   | 119 |
| 10.º | Villa Dálmine          | 113   | 119 |
| 11.º | Deportivo Italiano     | 103   | 119 |
| 12.º | Dock Sud               | 101   | 119 |
| 13.º | Tigre                  | 100   | 119 |
| 14.º | Defensores de Belgrano | 98    | 119 |
| 15.º | Central Córdoba        | 92    | 119 |
| 16.º | Talleres               | 90    | 119 |
| 17.º | El Porvenir            | 84    | 119 |
| 18.º | Argentino de Quilmes   | 84    | 119 |
| 19.º | Excursionistas         | 82    | 119 |

|  | Clasificado a los Cuartos de final del Torneo Reducido. |
|  | Clasificado a los Octavos de final del Torneo Reducido. |

## Resultados
El Torneo Reducido se disputó en estadios neutrales.
Ronda Preliminar
| Partidos de Ida | Partidos de Ida | Partidos de Ida    | Partidos de Ida | Partidos de Ida    | Partidos de Ida |
|                 | Resultado       |                    | Estadio         | Fecha              |                 |
| --------------- | --------------- | ------------------ | --------------- | ------------------ | --------------- |
| San Telmo       | 3 - 1           | Deportivo Italiano | Platense        | 3 de enero de 1967 |                 |
| Tigre           | 1 - 0           | Los Andes          | Atlanta         | 3 de enero de 1967 |                 |

| Partidos de Vuelta                                 | Partidos de Vuelta | Partidos de Vuelta | Partidos de Vuelta | Partidos de Vuelta | Partidos de Vuelta |
|                                                    | Resultado          |                    | Estadio            | Fecha              |                    |
| -------------------------------------------------- | ------------------ | ------------------ | ------------------ | ------------------ | ------------------ |
| Deportivo Italiano                                 | 2 - 5              | San Telmo          | Atlanta            | 6 de enero de 1967 |                    |
| Los Andes                                          | 1 - 1              | Tigre              | Platense           | 6 de enero de 1967 |                    |
| Clasificados a cuartos de final: San Telmo y Tigre |                    |                    |                    |                    |                    |

Cuartos de Final
| Partidos de Ida | Partidos de Ida | Partidos de Ida   | Partidos de Ida | Partidos de Ida     | Partidos de Ida |
|                 | Resultado       |                   | Estadio         | Fecha               |                 |
| --------------- | --------------- | ----------------- | --------------- | ------------------- | --------------- |
| All Boys        | 1 - 1           | Nueva Chicago     | Huracán         | 10 de enero de 1967 |                 |
| Deportivo Morón | 0 - 0           | Temperley         | Atlanta         | 10 de enero de 1967 |                 |
| San Telmo       | 1 - 2           | Deportivo Español | Platense        | 10 de enero de 1967 |                 |
| Tigre           | 2 - 0           | Almagro           | Racing          | 10 de enero de 1967 |                 |

| Partidos de Vuelta                                                                | Partidos de Vuelta | Partidos de Vuelta | Partidos de Vuelta | Partidos de Vuelta  | Partidos de Vuelta |
|                                                                                   | Resultado          |                    | Estadio            | Fecha               |                    |
| --------------------------------------------------------------------------------- | ------------------ | ------------------ | ------------------ | ------------------- | ------------------ |
| Nueva Chicago                                                                     | 4 - 2              | All Boys           | Racing             | 13 de enero de 1967 |                    |
| Temperley                                                                         | 3 - 3              | Deportivo Morón    | Platense           | 13 de enero de 1967 |                    |
| Deportivo Español                                                                 | 3 - 2              | San Telmo          | Huracán            | 13 de enero de 1967 |                    |
| Almagro                                                                           | 4 - 2              | Tigre              | Atlanta            | 13 de enero de 1967 |                    |
| Clasificados a Semifinales: Nueva Chicago, Temperley, Deportivo Español y Almagro |                    |                    |                    |                     |                    |

| 1. 2. |

Semifinales
| Partidos de Ida   | Partidos de Ida | Partidos de Ida | Partidos de Ida | Partidos de Ida     | Partidos de Ida |
|                   | Resultado       |                 | Estadio         | Fecha               |                 |
| ----------------- | --------------- | --------------- | --------------- | ------------------- | --------------- |
| Deportivo Español | 2 - 0           | Temperley       | Huracán         | 20 de enero de 1967 |                 |
| Almagro           | 1 - 0           | Nueva Chicago   | Platense        | 20 de enero de 1967 |                 |

| Partidos de Vuelta                                         | Partidos de Vuelta | Partidos de Vuelta | Partidos de Vuelta | Partidos de Vuelta  | Partidos de Vuelta |
|                                                            | Resultado          |                    | Estadio            | Fecha               |                    |
| ---------------------------------------------------------- | ------------------ | ------------------ | ------------------ | ------------------- | ------------------ |
| Temperley                                                  | 0 - 2              | Deportivo Español  | Platense           | 24 de enero de 1967 |                    |
| Nueva Chicago                                              | 3 - 0              | Almagro            | Huracán            | 24 de enero de 1967 |                    |
| Clasificados a la Final: Deportivo Español y Nueva Chicago |                    |                    |                    |                     |                    |

Final
| Partido de Ida    | Partido de Ida | Partido de Ida | Partido de Ida | Partido de Ida      | Partido de Ida |
|                   | Resultado      |                | Estadio        | Fecha               |                |
| ----------------- | -------------- | -------------- | -------------- | ------------------- | -------------- |
| Deportivo Español | 2 - 1          | Nueva Chicago  | Huracán        | 27 de enero de 1967 |                |

| Partido de Vuelta                                             | Partido de Vuelta | Partido de Vuelta | Partido de Vuelta | Partido de Vuelta   | Partido de Vuelta |
|                                                               | Resultado         |                   | Estadio           | Fecha               |                   |
| ------------------------------------------------------------- | ----------------- | ----------------- | ----------------- | ------------------- | ----------------- |
| Nueva Chicago                                                 | 2 - 3             | Deportivo Español | Huracán           | 30 de enero de 1967 |                   |
| Deportivo Español ganó el Segundo Ascenso a Primera División. |                   |                   |                   |                     |                   |

### Cuadro de desarrollo
|  | Octavos de final              | Octavos de final              | Octavos de final              |                   |   | Cuartos de final        | Cuartos de final        | Cuartos de final        |  |  | Semifinales             | Semifinales             | Semifinales             |  |  | Final                    | Final                    | Final                    |
|  | 3 de enero-6 de enero de 1967 | 3 de enero-6 de enero de 1967 | 3 de enero-6 de enero de 1967 |                   |   | 10 de enero-13 de enero | 10 de enero-13 de enero | 10 de enero-13 de enero |  |  | 20 de enero-24 de enero | 20 de enero-24 de enero | 20 de enero-24 de enero |  |  | 27 de enero- 30 de enero | 27 de enero- 30 de enero | 27 de enero- 30 de enero |
|  |                               |                               |                               |                   |   |                         |                         |                         |  |  |                         |                         |                         |  |  |                          |                          |                          |
|  |                               |                               |                               |                   |   |                         |                         |                         |  |  |                         |                         |                         |  |  |                          |                          |                          |
|  |                               |                               |                               |                   |   |                         |                         |                         |  |  |                         |                         |                         |  |  |                          |                          |                          |
|  |                               |                               |                               |                   |   |                         |                         |                         |  |  |                         |                         |                         |  |  |                          |                          |                          |
|  |                               |                               |                               |                   |   |                         |                         |                         |  |  |                         |                         |                         |  |  |                          |                          |                          |
|  |                               |                               |                               |                   |   |                         |                         |                         |  |  |                         |                         |                         |  |  |                          |                          |                          |
|  | Deportivo Español             | 2                             | 3                             |                   |   |                         |                         |                         |  |  |                         |                         |                         |  |  |                          |                          |                          |
|  | Deportivo Español             | 2                             | 3                             |                   |   |                         |                         |                         |  |  |                         |                         |                         |  |  |                          |                          |                          |
|  |                               | San Telmo                     | 1                             | 2                 |   |                         |                         |                         |  |  |                         |                         |                         |  |  |                          |                          |                          |
|  | Deportivo Italiano            | San Telmo                     | 1                             | 2                 | 1 | 2                       |                         |                         |  |  |                         |                         |                         |  |  |                          |                          |                          |
|  | Deportivo Italiano            |                               |                               |                   | 1 | 2                       |                         |                         |  |  |                         |                         |                         |  |  |                          |                          |                          |
|  | San Telmo                     | 3                             | 5                             |                   |   |                         |                         |                         |  |  |                         |                         |                         |  |  |                          |                          |                          |
|  | San Telmo                     | 3                             | 5                             | Deportivo Español | 2 | 2                       |                         |                         |  |  |                         |                         |                         |  |  |                          |                          |                          |
|  |                               |                               |                               |                   | 2 | 2                       |                         |                         |  |  |                         |                         |                         |  |  |                          |                          |                          |
|  |                               | Temperley                     | 0                             | 0                 |   |                         |                         |                         |  |  |                         |                         |                         |  |  |                          |                          |                          |
|  |                               | Temperley                     | 0                             | 0                 |   |                         |                         |                         |  |  |                         |                         |                         |  |  |                          |                          |                          |
|  |                               |                               |                               |                   |   |                         |                         |                         |  |  |                         |                         |                         |  |  |                          |                          |                          |
|  |                               |                               |                               |                   |   |                         |                         |                         |  |  |                         |                         |                         |  |  |                          |                          |                          |
|  | Deportivo Morón               | 0                             | 3(2)                          |                   |   |                         |                         |                         |  |  |                         |                         |                         |  |  |                          |                          |                          |
|  | Deportivo Morón               | 0                             | 3(2)                          |                   |   |                         |                         |                         |  |  |                         |                         |                         |  |  |                          |                          |                          |
|  |                               | Temperley                     | 0                             | 3(1)              |   |                         |                         |                         |  |  |                         |                         |                         |  |  |                          |                          |                          |
|  |                               | Temperley                     | 0                             | 3(1)              |   |                         |                         |                         |  |  |                         |                         |                         |  |  |                          |                          |                          |
|  |                               |                               |                               |                   |   |                         |                         |                         |  |  |                         |                         |                         |  |  |                          |                          |                          |
|  |                               |                               |                               |                   |   |                         |                         |                         |  |  |                         |                         |                         |  |  |                          |                          |                          |
|  | Deportivo Español             | 2                             | 3                             |                   |   |                         |                         |                         |  |  |                         |                         |                         |  |  |                          |                          |                          |
|  | Deportivo Español             | 2                             | 3                             |                   |   |                         |                         |                         |  |  |                         |                         |                         |  |  |                          |                          |                          |
|  |                               | Nueva Chicago                 | 1                             | 2                 |   |                         |                         |                         |  |  |                         |                         |                         |  |  |                          |                          |                          |
|  |                               | Nueva Chicago                 | 1                             | 2                 |   |                         |                         |                         |  |  |                         |                         |                         |  |  |                          |                          |                          |
|  |                               |                               |                               |                   |   |                         |                         |                         |  |  |                         |                         |                         |  |  |                          |                          |                          |
|  |                               |                               |                               |                   |   |                         |                         |                         |  |  |                         |                         |                         |  |  |                          |                          |                          |
|  | Almagro                       | 0                             | 4                             |                   |   |                         |                         |                         |  |  |                         |                         |                         |  |  |                          |                          |                          |
|  | Almagro                       | 0                             | 4                             |                   |   |                         |                         |                         |  |  |                         |                         |                         |  |  |                          |                          |                          |
|  |                               | Tigre                         | 2                             | 2                 |   |                         |                         |                         |  |  |                         |                         |                         |  |  |                          |                          |                          |
|  | Tigre                         | Tigre                         | 2                             | 2                 | 1 | 1                       |                         |                         |  |  |                         |                         |                         |  |  |                          |                          |                          |
|  | Tigre                         |                               |                               |                   | 1 | 1                       |                         |                         |  |  |                         |                         |                         |  |  |                          |                          |                          |
|  | Los Andes                     | 0                             | 1                             |                   |   |                         |                         |                         |  |  |                         |                         |                         |  |  |                          |                          |                          |
|  | Los Andes                     | 0                             | 1                             | Almagro           | 1 | 0                       |                         |                         |  |  |                         |                         |                         |  |  |                          |                          |                          |
|  |                               |                               |                               |                   | 1 | 0                       |                         |                         |  |  |                         |                         |                         |  |  |                          |                          |                          |
|  |                               | Nueva Chicago                 | 0                             | 3                 |   |                         |                         |                         |  |  |                         |                         |                         |  |  |                          |                          |                          |
|  |                               | Nueva Chicago                 | 0                             | 3                 |   |                         |                         |                         |  |  |                         |                         |                         |  |  |                          |                          |                          |
|  |                               |                               |                               |                   |   |                         |                         |                         |  |  |                         |                         |                         |  |  |                          |                          |                          |
|  |                               |                               |                               |                   |   |                         |                         |                         |  |  |                         |                         |                         |  |  |                          |                          |                          |
|  | All Boys                      | 1                             | 2                             |                   |   |                         |                         |                         |  |  |                         |                         |                         |  |  |                          |                          |                          |
|  | All Boys                      | 1                             | 2                             |                   |   |                         |                         |                         |  |  |                         |                         |                         |  |  |                          |                          |                          |
|  |                               | Nueva Chicago                 | 1                             | 4                 |   |                         |                         |                         |  |  |                         |                         |                         |  |  |                          |                          |                          |
|  |                               | Nueva Chicago                 | 1                             | 4                 |   |                         |                         |                         |  |  |                         |                         |                         |  |  |                          |                          |                          |
|  |                               |                               |                               |                   |   |                         |                         |                         |  |  |                         |                         |                         |  |  |                          |                          |                          |
|  |                               |                               |                               |                   |   |                         |                         |                         |  |  |                         |                         |                         |  |  |                          |                          |                          |

- Deportivo Español ascendió a Primera División por un resultado global de 5-3

## Goleadores
| Jugador                       | Equipo                 | Goles |
| ----------------------------- | ---------------------- | ----- |
| Marcelino Alves               | Platense               | 21    |
| Daniel Eduardo Valledor       | Excursionistas         | 21    |
| Jorge Osvaldo Pérez           | Nueva Chicago          | 20    |
| Carlos Luis Santana           | Tigre                  | 19    |
| Alberto Francisco Catania     | Almirante Brown        | 17    |
| Norberto Francisco Monteleone | Dock Sud               | 17    |
| Eduardo Ernesto Cassi         | El Porvenir            | 16    |
| Alfredo Benito Cuña           | Los Andes              | 16    |
| Héctor Alfredo Llorente       | Argentino de Quilmes   | 15    |
| Roberto Pascual Mazzeo        | Defensores de Belgrano | 15    |